# Ida Lewis
Idawalley Zorada Lewis-Wilson, född Lewis den 25 februari 1842, död 24 oktober 1911, var en amerikansk fyrvaktare, känd för sina hjältedåd. Under sin karriär på Lime Rock räddade Ida Lewis livet på minst 18 personer, och fyrtornet på ön är numera uppkallat efter henne.

## Biografi
Ida Lewis föddes i Newport, Rhode Island och var det äldsta av fyra syskon, barn till kapten Hosea Lewis. Hennes far Hosea blev själv fyrvaktare på Lime Rock Light (numera Ida Lewis Rock Light) år 1854, och tre år senare, år 1857 flyttade hela familjen till den lilla ön. Olyckligtvis drabbades fadern Hosea av en stroke bara några månader senare, och blev förlamad på kuppen. Ida Lewis tog hand om sin far och hennes svårt sjuka syster, samtidigt som hon ansvarade för fyrtornet tillsammans med sin mor.
Det enda sättet att ta sig från Lime Rock till fastlandet på denna tid var med båt, och Ida Lewis rodde vardagligen sina yngre syskon till skolan och hämtade förnödenheter vid behov. Hon var vid femton års ålder känd som den bästa simmaren i Newport och blev så småningom även mycket duktig på att manövrera den tunga roddbåten. Under sin karriär fick Ida Lewis utstå mycket kritik för detta; att det skulle vara okvinnligt att ro. Hon bemötte detta genom att säga "None – but a donkey, would consider it 'un-feminine', to save lives." På svenska; bara en åsna skulle tycka det är 'okvinnligt' att rädda liv."